# Staurodesmus dejectus
Staurodesmus dejectus  là một loài Song tinh tảo trong họ Desmidiaceae, thuộc chi Staurodesmus.